# Owen Willans Richardson

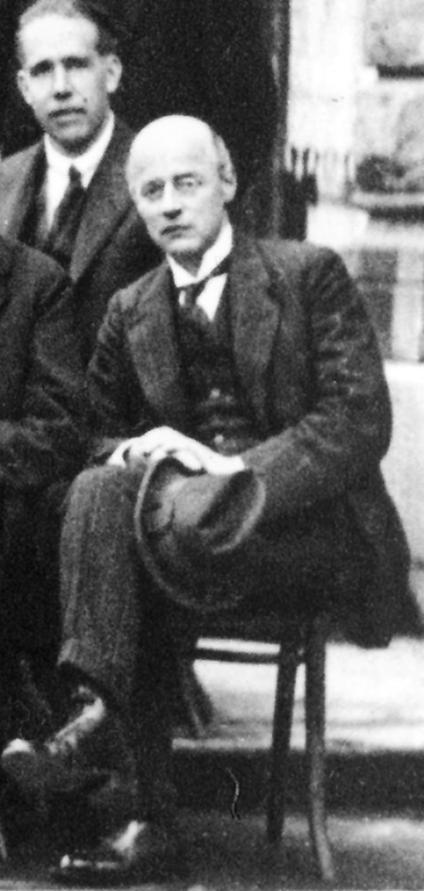
Niels Bohr (felül), Owen Willans Richardson (alul) 1927-ben a Solvay konferencián

Sir Owen Willans Richardson, a Royal Society (Királyi Társaság) tagja (1879. április 26. – 1959. február 15.) brit fizikus volt, aki 1928-ban a termikus emisszió területén végzett kutatásai során felfedezett Richardson-törvényért fizikai Nobel-díjat kapott.

## Életrajza
Richardson Angliában Yorkshire-ben Dewsburyben Johna Henry és Charlotte Maria Richardson egyetlen fiaként született. Először a Batley Gimnáziumban, később pedig a cambridge-i Trinity College-ben tanult, ahol a természettudományok területén elsőrangú elismerésben részesült.
Miután 1900-ban tanulmányaival végzett, a cambridge-i Cavendish Laboratóriumban elkezdte forró testek elektromos kisugárzását vizsgálni. 1901-ben bemutatta, hogy egy forró vezetékben folyó áram az Arrgenius-egyenlethez hasonlóan leírható formulával függ a vezeték hőmérsékletétől. Ez Richardson-törvény néven vált ismertté. "Megfelelő hőmérsékleten a fém néhány vezetési elektronjának termikus sebessége elég ahhoz, hogy az elektron kiszabaduljon a fém kristályrácsának kötelékéből {\displaystyle s=A\,T^{1/2}\,e^{-b/T}}."
Richardson 1906 és 1913 között a Princetoni Egyetem professzora volt. Ezt követően 1914-ben visszatért az Egyesült Királyságba, ahol a King’s College London fizikaprofesszora lett. Később itt kutatásvezetővé nevezték ki. 1944-ben nyugdíjba vonult, 1959-ben pedig meghalt.
Ezen felül kutatott még fényelektromos jelenség, témakörben. Tanulmányozta ezeken felül a kémiai reakciók elektronkibocsátását, a gyenge röntgensugárzást és a hidrogén spektrumát.
Richardson 1906-ban Lilian Wilsont, a Cavendishben vele együtt dolgozó Harold A. Wilson lányát vette el feleségül. Két fiuk és egy lányuk született. Richardson testvére Clinton Davisson amerikai fizikushoz, az 1937-es fizikai Nobel-díj kitüntetettjéhez ment feleségül, aki Princetonban Richmonds doktorandusztanítványa volt. Lilian 1945-ös halála után 1948-ban újraházasodott. Ekkor Henriette Rupp fizikust vette el.

## Elismerések
Richardson 1913-ban a Royal Society tagja lett, s 1920-ban kitüntették a Hughes-éremmel. 1928-ban a termikus emisszió jelenségéért és különösen a róla elnevezett törvény felfedezéséért fizikai Nobel-díjat kapott. 1939-ben lovaggá ütötték.

## Fordítás
- Ez a szócikk részben vagy egészben  az   Owen Willans Richardson című angol Wikipédia-szócikk ezen változatának fordításán alapul.  Az eredeti cikk szerkesztőit annak laptörténete sorolja fel. Ez a jelzés csupán a megfogalmazás eredetét és a szerzői jogokat jelzi, nem szolgál a cikkben szereplő információk forrásmegjelöléseként.

## Bibliográfia
- Richardson. „Problems Of Physics.”, 283–291. oldal
- Richardson. „The Emission Of Electrons From Tungsten At High Temperatures: An Experimental Proof That The Electric Current In Metals Is Carried By Electrons.”, 57–61. oldal
- Richardson. „The Laws Of Photoelectric Action And The Unitary Theory Of Light (Lichtquanten Theorie).”, 57–58. oldal
- Richardson. „The Photoelectric Effect.”, 783–784. oldal